# نسيب أرسلان
نسيب أرسلان (1868 - 1927)، أخو الأديب الأمير شكيب أرسلان. أديب وشاعر وسياسي لبناني عاش في القرن التاسع عشر وبداية القرن العشرين.

## ولادته
وُلد في الشويفات في العام 1868 ميلادي.

## عمله السياسي والإعلامي
كتب في الصحف الكبرى حينها ومنها: (المفيد)، (فتى العرب)، (صدى العرب)، وكان يكتب بتوقيع (لبناني حرّ).
كان رئيسا لجمعية الاتحاد والترقي في بيروت، ثم أصبح من المعارضين للعثمانيين ومن دعاة انفصال العرب عن تركيا.
استُدعي إلى الديوان العرفي في (عاليه- لبنان)، أيام جمال باشا عام 1915 ميلادي.

## في الشعر
كان شاعرا متمكنا من اللغة العربية وله ديوان مطبوع بعنوان (روض الشقيق في الجزل الرقيق).

## وفاته
توفي في العام 1927 ميلادي.

## وصلات خارجية
ترجمة نسيب أرسلان في معجم البابطين